# Оберкотцау
Оберкотцау (нім. Oberkotzau) — громада в Німеччині, розташована в землі Баварія. Підпорядковується адміністративному округу Верхня Франконія. Входить до складу району Гоф.
Площа — 21,51 км2. Населення становить 5337 ос. (станом на 31 грудня 2020).